# Cormenon
Cormenon är en kommun i departementet Loir-et-Cher i regionen Centre-Val de Loire i de centrala delarna av Frankrike. Kommunen ligger i kantonen Mondoubleau som tillhör arrondissementet Vendôme. År 2022 hade Cormenon 690 invånare.

## Befolkningsutveckling
Antalet invånare i kommunen Cormenon
| Referens: INSEE |